# No Son of Mine (canción de Foo Fighters)
«No Son of Mine» es una canción de la banda estadounidense de rock Foo Fighters. La canción es del próximo décimo álbum de estudio de la banda, Medicine at Midnight. Fue lanzado como el segundo sencillo del álbum el 1 de enero de 2021.

## Composición
NME declaró que la canción incluye guiños a "Stone Cold Crazy" de Queen y "Ace of Spades" de Motörhead.